# Гра Джері
«Гра Джері» (англ. Geri's Game) — чотирихвилинна комп'ютерна анімаційна короткометражка 1997 року, створена компанією Pixar. Сценарій і постановка — Ян Пінкава. Анімаційний ролик отримав нагороду «Оскар» у номінації «Найкращий короткометражний анімаційний фільм».

## Сюжет
Дія фільму починається в безлюдному осінньому парку. Джері, самотній дідок, через відсутність в окрузі гідних суперників, починає грати в шахи сам із собою. Створюється враження, що в шахи грають дві абсолютно різні людини. Джері, який грає білими, лагідний і нерішучий, носить окуляри. Він відрізняється від свого «опонента», що грає чорними, — неухильного і самовпевненого холерика. Щоразу, здійснюючи хід, Джері швидко (наскільки це під силу старому) переміщається на протилежну сторону і змінює образ. Партія все розгорається — Джері без окулярів забирає дедалі більше фігур. Зрештою, на дошці залишається тільки один білий король. Джері-холерик впевнений у своїй перемозі, він відкрито іронізує над своїм нерішучим суперником, який не знає, куди поставити короля. Раптово Джері в окулярах хапається за серце і падає під стіл. Джері без окулярів стурбований, він намагається допомогти супернику, проте сам не може встати, він хапається за пульс, однак все-таки знаходить у собі сили і опускається. У цей час Джері в окулярах непомітно встає і повертає дошку так, що тепер його суперник грає білими (королем). Після цього він, наче нічого й не сталось, продовжує партію. Він на секунду замислюється і, осяяний раптовим рішенням, ставить мат спантеличеному противнику. Як нагороду Джері в окулярах отримує від Джері без окулярів вставну щелепу. Фільм закінчується тим, що радісний і задоволений собою Джері вставляє щелепу і добродушно посміюється на самоті в осінньому парку.

## Цікаві факти

Джері без окулярів

- Джеррі зустрічається в камео в анімаційному фільмі «Історія іграшок 2» як майстер з ремонту іграшок, який працював над відновленням зламаного шерифа Вуді. Автор фільму Ян Пінкава зізнався, що персонаж заснований на ньому, як він себе уявляє в старості, і озвучив Джері у фільмі[1].
- Фільм показувався, як і багато інших короткометражок Pixar, перед показом анімаційної картини «Пригоди Фліка».

## Нагороди
- 1998 — «Оскар» за найкращий короткометражний анімаційний фільм.
- 1998 — Anima Mundi Animation Festival.
- 1998 — Annecy International Animated Film Festival.
- 1998 — Annie Awards.
- 1998 — Florida Film Festival.
- 1998 — World Animation Celebration.
- 1998 — Zagreb World Festival of Animated Films